# NigeriaSat-X
NigeriaSat-X ein Erdbeobachtungssatellit der nigerianischen Weltraumbehörde NASRDA. Er wurde von einem Team aus 26, sich in Ausbildung befindlicher, nigerianischer Ingenieure bei SSTL in England entwickelt.

## Aufbau
NigeriaSat-X basiert auf dem Satellitenbus SSTL-100. Bei einem Gewicht von 87 kg misst der Satellit 0,6 m × 0,6 m × 0,6 m. Hauptbestandteil ist die multispektrale Kamera, mit 600 km Schwadbreite und einer Auflösung von 22 m. Zum Speichern einiger weniger Bilder stehen zwei 2 GB SSD-Recorder zur Verfügung. Drei Reaktionsräder sowie drei Magnete ermöglichen eine dreiachsenstabilisierte Steuerung des Satelliten. Die Positionserkennung erfolgt durch ein redundant vorhandenes Vektormagnetometer, sowie vier zweiachsige Sonnensensoren. Für eventuelle Orbitänderungen steht ein Butan-Kaltgasantriebssystem mit 2,35 kg Treibstoff zur Verfügung, welches eine Geschwindigkeitsänderung von ca. 20 m/s erzeugen kann. Die benötigte Energie von ca. 30 Watt wird über drei auf dem Satelliten befestigte Galliumarsenid-Solarzellen sowie einen 15 Ah Lithium-Ionen-Akkumulator sichergestellt.
Zwei redundante, 386-basierende Computer, sowie ein CAN-Bus sind für den Datenaustausch auf dem Satelliten verantwortlich.
Die Kommunikation im S-Band-Bereich erreicht eine Geschwindigkeit von 9,6 kbit/s up und 38,4 kbit/s down.

## Missionsverlauf
Der Start erfolgte am 17. August 2011 um 7:12 UTC mit einer Dnepr-1 zusammen mit Sitsch-2, NigeriaSat-2, RASAT, EduSAT, AprizeSat-5, AprizeSat-6 und BPA-2. Bereits drei Tage später nahm der Satellit die ersten Bilder auf. Im März 2012 übergab SSTL die komplette Kontrolle von NigeriaSat-X an die NASRDA.